# André Simon
André Simon (Paris, 5 de janeiro de 1920 – 11 de julho de 2012) foi um automobilista francês que participou de 11 Grandes Prêmios de Fórmula 1: 1951-1952 e 1955-1957. 